# Andrzej Skrendo
Andrzej Skrendo (ur. 1970) – polski historyk i teoretyk literatury, profesor i dyrektor Instytutu Literatury i Nowych Mediów Uniwersytetu Szczecińskiego, krytyk literacki, dziennikarz radiowy i telewizyjny. 

## Życiorys
Ukończył Liceum Zawodowe Morskie przy Zarządzie Portu Szczecin-Świnoujście w Szczecinie o profilu marynarskim. W 1994 ukończył studia z filologii polskiej na Uniwersytecie Szczecińskim. Doktorat napisał pod kierunkiem prof. Erazma Kuźmy – wersja książkowa „Tadeusz Różewicz i granice literatury” (Kraków 2002). Praca została wyróżniona Nagrodą Indywidualną Ministra Edukacji Narodowej i Sportu. Habilitację uzyskał w roku 2008 na podstawie książki „Poezja modernizmu. Interpretacje” (Kraków 2005) w Instytucie Badań Literackich Polskiej Akademii Nauk. W roku 2016 otrzymał tytuł profesora nauk humanistycznych. Kierował Zakładem Mediów i Komunikowania na Wydziale Filologicznym Uniwersytetu Szczecińskiego, był prodziekanem ds. nauki na tym wydziale, obecnie pełni obowiązki dyrektora Instytutu Literatury i Nowych Mediów. Promotor doktoratu honorowego Uniwersytetu Szczecińskiego dla Zbigniewa Nosowskiego, redaktora naczelnego „Więzi”.  
Równolegle przez wiele lat pracował jako dziennikarz. Był redaktorem naczelnym i prezesem zarządu Polskiego Radia Szczecin (pracę zaczynał w latach studenckich jako reporter). Pełnił funkcję kierownika Redakcji Literackiej w II Programie Polskiego Radia. Prowadził i redagował program kulturalny „Regał” na antenie TVP I (wraz z Martą Sawicką). Był współpracownikiem dziś już nieistniejącego szczecińskiego czasopisma kulturalnego "Pogranicza". Konsultant literacki Teatru Polskiego w Szczecinie.
Należy do Komitetu Redakcyjnego „Pamiętnika Literackiego”. Opracował w Bibliotece Narodowej „Wybór poezji” Tadeusza Różewicza (wstęp i objaśnienia do tekstów; Wrocław 2016). 
Animator i aktywny uczestnik życia kulturalnego miasta i regionu, m.in. prowadził cykl spotkań z pisarzami na Zamku Książąt Pomorskich, obecnie gospodarz spotkań z ludźmi kultury i sztuki w Teatrze Polskim w Szczecinie (wśród gości byli O. Tokarczuk, A. Stasiuk, S. Chwin).
W 2020 r. został prorektorem ds. Nauki Uniwersytetu Szczecińskiego.

### Wybrana bibliografia
- Tadeusz Różewicz i granice literatury. Poetyka i etyka transgresji, Kraków 2002
- Poezja modernizmu. Interpretacje, Kraków 2005
- Konstruktywizm w badaniach literackich. Antologia (z E. Kuźmą i J. Madejskim), Kraków 2006
- Przodem Różewicz, Warszawa 2012
- Falowanie nowoczesności. Szkice krytyczne, Szczecin 2013